# Paphiopedilum insigne
Paphiopedilum insigne là một loài lan đặc hữu của các bang Assam và Meghalaya, Ấn Độ. Đây là loài đặc trưng trong chi Paphiopedilum.

## Hình ảnh

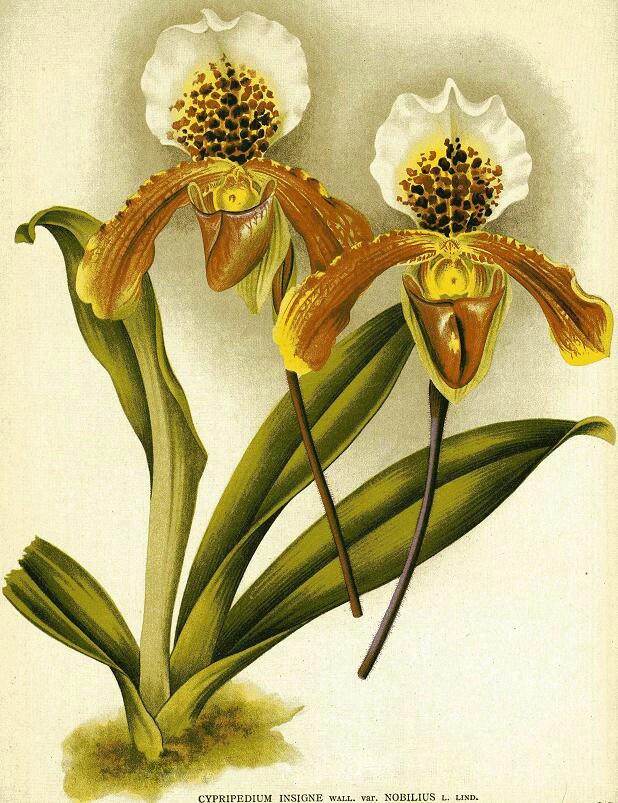
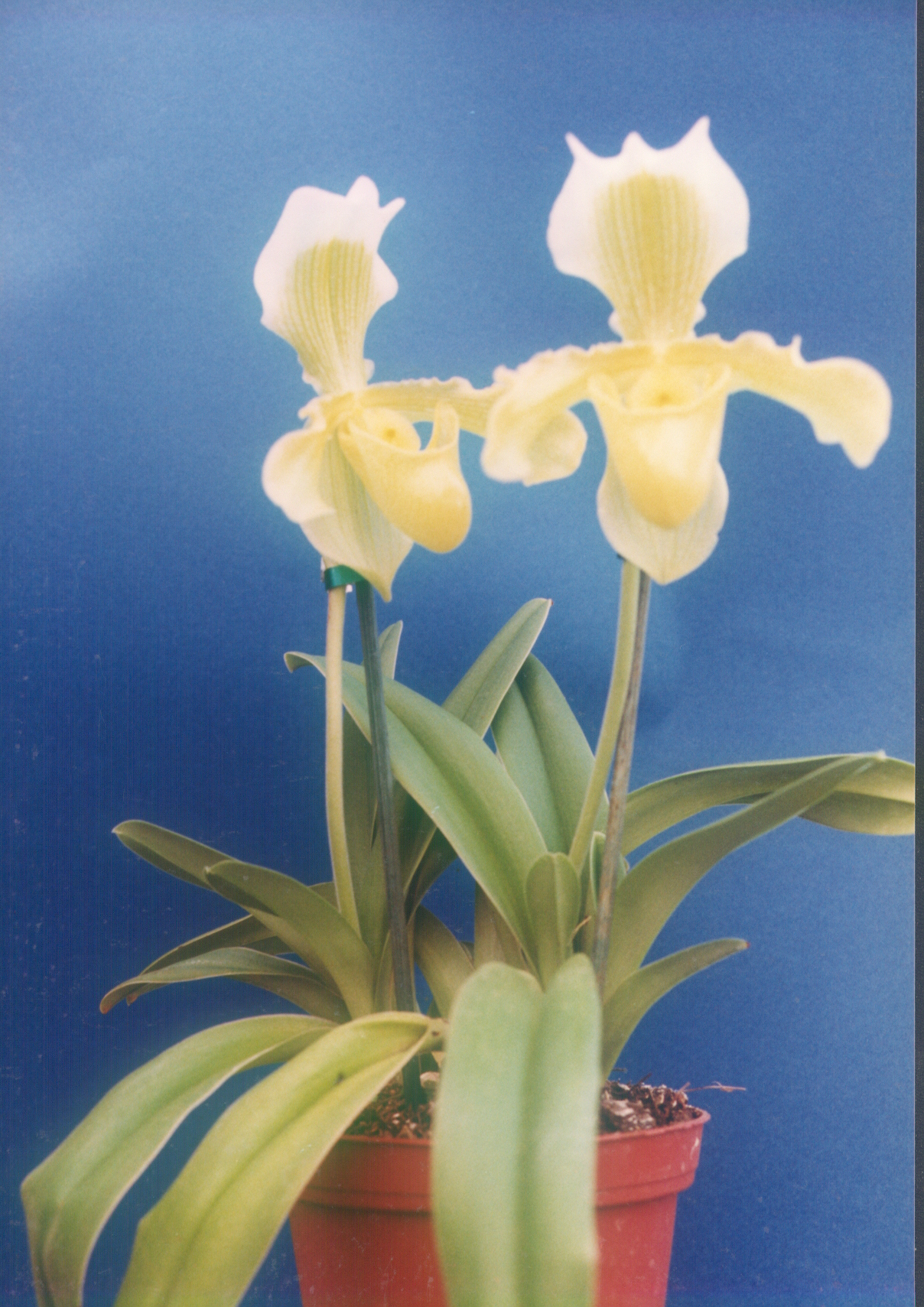
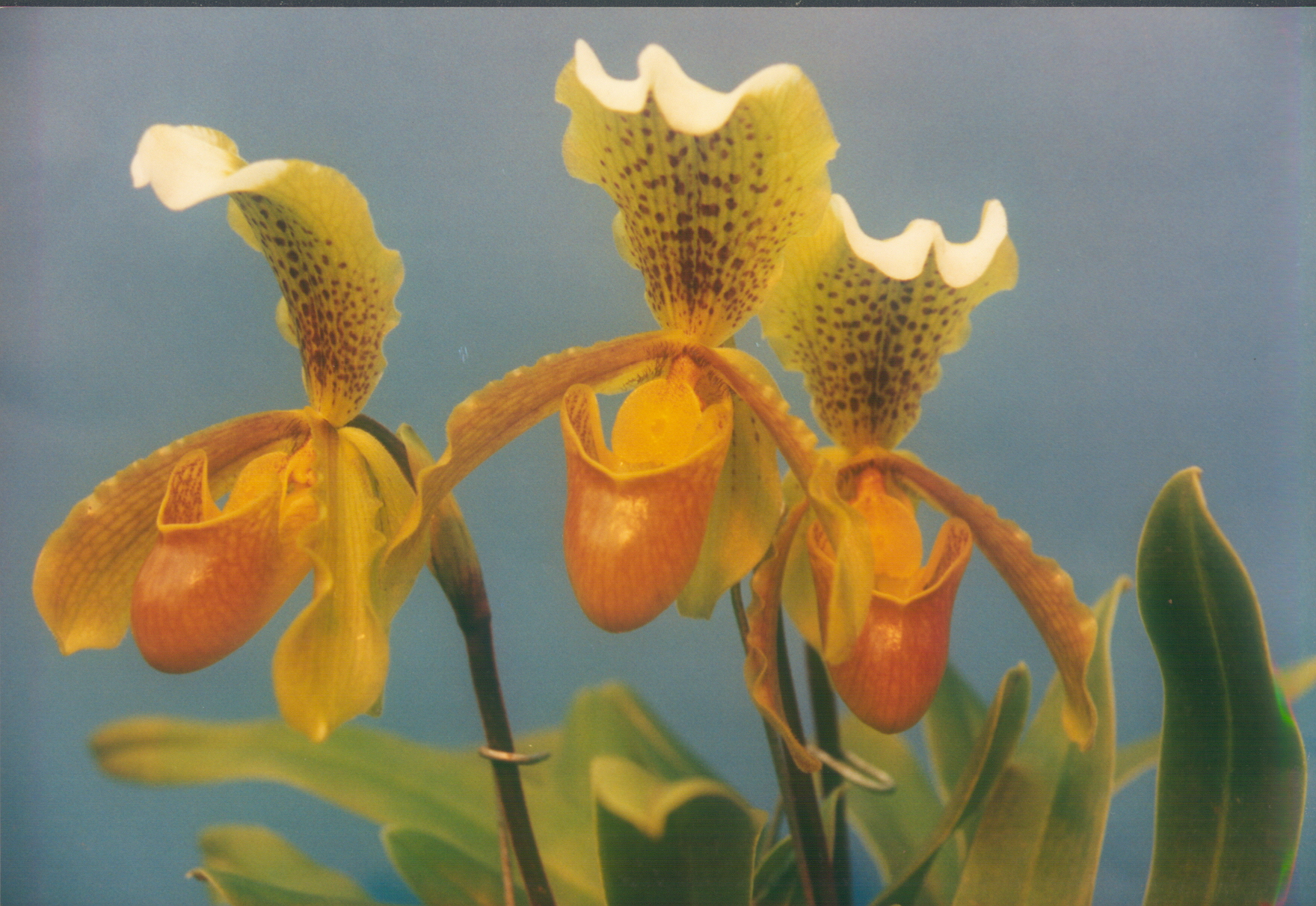
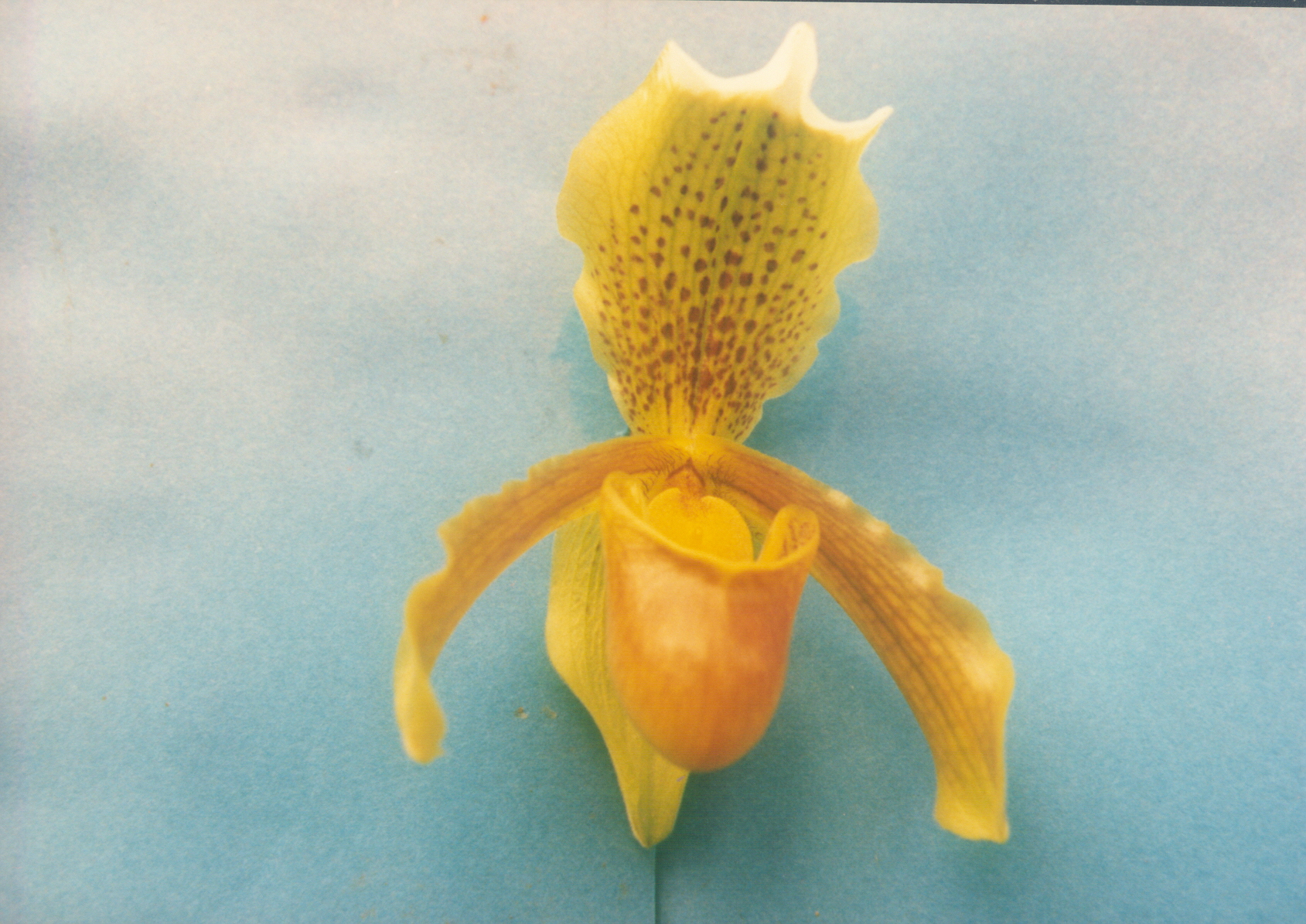